# Susan Hoecke
Susan Hoecke (* 23. července 1981 Berlín) je německá herečka a modelka.

## Život a kariéra
- Od 7 letech se věnuje herectví, její první herectví bylo v na jevišti kdy jí bylo přesně 7 let, pak se rozhodla že se stane herečkou a modelkou.
- V roce 2000 byl zvolená za Německou miss a další rok skončila třetí.
- Od svých 17 let má jednu závislost a to kouření z cigaret a ještě má ráda čokoládu.
- Po střední škole pracovala jako herečka v reklamách a pak postupně ve filmech a seriálech. Po šestiměsíčním pobytu v USA se vrátila do Německa. Hrála dost pro německou televizi ProSieben.
- Od 27. února 2007 do 25. května 2009 si zahrála v nekonečnem telenovele Sturm der liebe v českém překladu Síla lásky, jako Victoria Tarrasch . Poloviny září 2009 se vrátila do třech epizodách. V roce 2009 si zahrála i v německém seriálu Der Lehrer v českém překladu Učitel. V roce 2010 byla pozvána na natáčení seriálu Kobry 11 jako vedlejší postava v epizodě Poslední móda
- hovoří německy, anglicky, francouzsky a španělsky
- Pracuje jako modelka i herečka
- Měří 178 cm
- Barvu vlasů má tmavě hnědou
- Barva očí má hnědou
- Věnuje se také judu, basketbalu a volejbalu
- V roce 2014 vyhrála konkurs na hlavní postavu v Kobře 11 v 19. Řadě, a to policejní psycholožku.

## Filmografie
- 2002: Hotte im Paradies (ARD, Režie: Dominik Graf)
- 2002: Nach Malmö, bitte (Kino, Režie: Matthias Eicher)
- 2002: Der Blast (Kino, Režie: Patrick Kilborn)
- 2002: Love On Sale (Kino, Režie: Mira Thiel)
- 2004–2005: 18 – Allein unter Mädchen (jako Billy)
- 2005: Total daneben (ProSieben)
- 2005: Bewegte Männer (Epizoda: Das Wunder von Köln)
- 2005: Crazy Partners (Pro7)
- 2005: Sex Up – Ich könnt' schon wieder (jako Natascha)
- 2005: Verliebt in Berlin (Sat.1, jako Model Magdalena)
- 2006: Fünf, Sechs Mal (Kino, Režie: Stefan Schaller)
- 2006: Schloss Einstein (KiKa)
- 2006: Ferienarzt in der Toscana (ZDF, jako Luisa Guerr)
- 2006: In aller Freundschaft (Epizoda: Neuanfang, jako Julia Ehling)
- 2007: Thekla (Kino, Režie: Phillip B. der Erde)
- 2007–2009: Síla lásky (jako Viktoria Tarrasch)
- 2009: Der Lehrer (4 epizody, jako Corinna Sabic)
- 2010: The Sweet Shop (Kino, Režie: Ben Myers, jako Simone)
- 2011: Hotel Desire (Kino, Režie: Sergej Moya)
- 2011: Utta Danella – Wachgeküsst
- 2011: Kobra 11 (Epizoda: Poslední móda jako Ellen)
- 2011: Die Rosenheim-Cops (11. řada, Epizoda: Der Preis der Schönheit, jako Mona Lehrmann)
- 2011: Sonst geht's, danke (ZDF)
- 2012: Weißblaue Geschichten (ZDF, Epizoda: Durch Dick und Dünn)
- 2013: Reef Doctors (jako Freya Klein)
- od 2013: Sekretärinnen
- 2013: Doc meets Dorf
- 2013: Vaterfreuden (Kino, Režie: Matthias Schweighöfer)
- 2013: Die Bergretter (ZDF, Epizoda: Tödliche Abgründe)
- 2013: Die Filmkiller
- Od 2014: Kobra 11